# Finansbanken
La Finansbanken ou Banque de Copenhague est une banque danoise créée en septembre 1979 dont le siège social était basé à Copenhague. Installée dans plus de 85 pays, la Finansbanken était une banque privée cette banque a cessé d'exister en 2010 (sans l'intervention de l'Autorité danoise de surveillance financière), puis a été reprise par Sparekassen Lolland , qui a utilisé le nom pour dénommer l'une de leur  unité commerciale indépendante axée sur les services bancaires sur Internet. La succursale n'avait pas de succursales physiques car il s'agissait d'une banque Internet. L'actuelle Finansbanken ne doit pas être confondue avec la banque du même nom d'Alex Brask Thomsen , créée en 1958 et vendue à Jyske Bank en 1980 .

## Activités
La banque fournissait des services de banque privée et offrait des services de conseil financier en matière de gestion d'actifs et d'investissements aux particuliers et aux entreprises. Les produits Finansbanken comprenaient des obligations, des comptes flexibles, des fonds communs de placement, des prêts, des comptes de fonds gérés et un portefeuille de sélection d'actions.